# ۱۳۲ (عدد)
۱۳۲(صد و سی و دو) یک عدد طبیعی است که بعد از ۱۳۱ و قبل از ۱۳۳ قرار دارد.
۱۳۲ دقیقه بدون مل مل